# Scaptomyza paravittata
Scaptomyza paravittata is een vliegensoort uit de familie van de fruitvliegen (Drosophilidae). De wetenschappelijke naam van de soort is voor het eerst geldig gepubliceerd in 1952 door Marshall R. Wheeler.